# Ejer Bavnehøj
Ejer Bavnehøj je kopec v Dánsku, ve východním Jutsku, v pahorkatině Ejerbjerge. Původně byl považován za nejvyšší přírodní bod Dánska. Ovšem podle měření provedených v únoru 2005 jeho nadmořská výška činí 170,35 m, zatímco 200 metrů vzdálený výběžek Møllehøj měří 170,86 m a prvenství tudíž patří jemu. V souboji o nejvyšší dánskou „horu“ figuroval i 3 km vzdálený vrch Yding Skovhøj, který má nadmořskou výšku 172,66 m. Ovšem po odečtení výšky uměle navršené mohyly z doby bronzové, která se na vrcholu nachází, je výška samotného kopce 170,77 m.

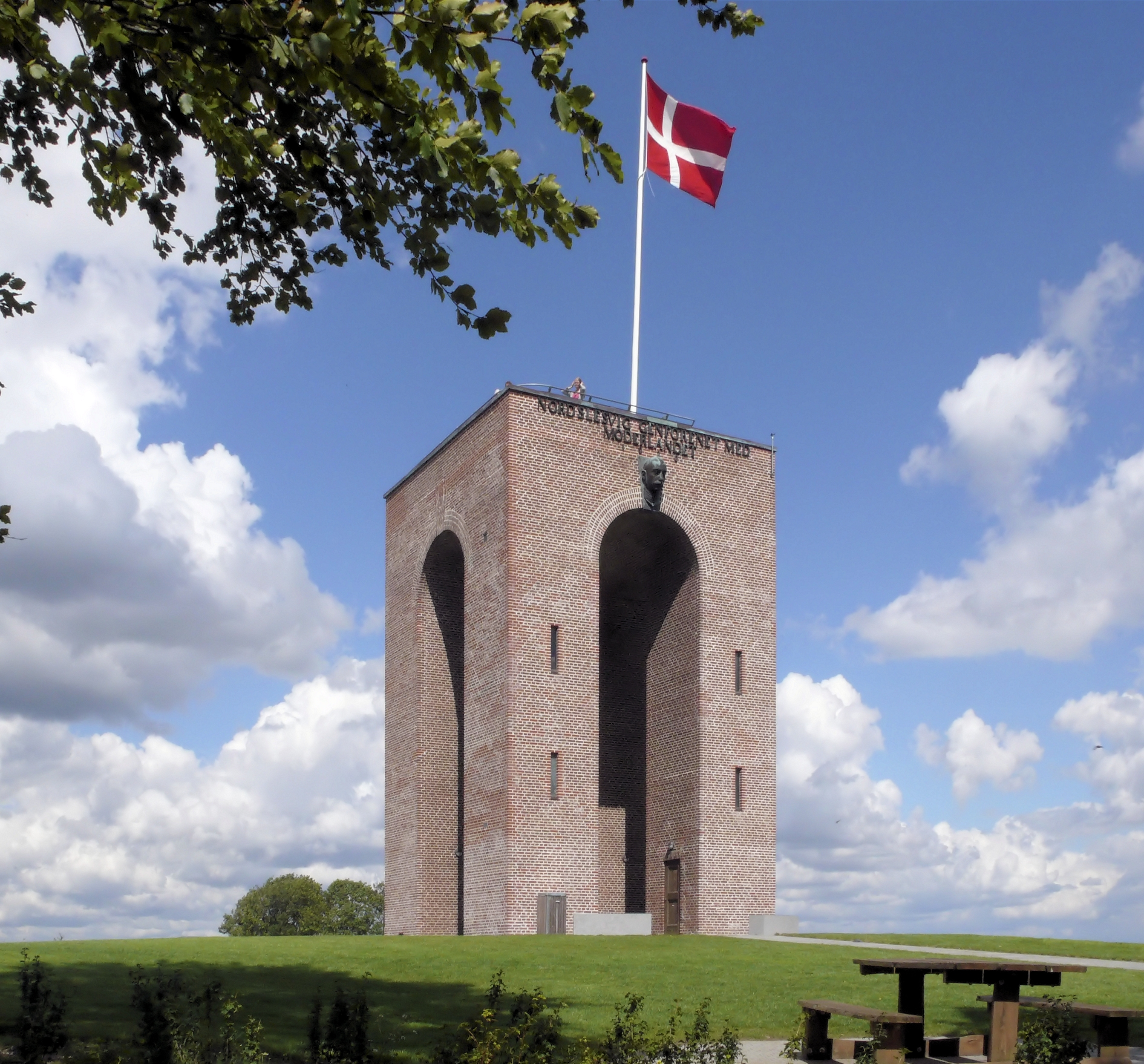
Ejer Bavnehøj

## Vrcholová věž
V roce 1924 byla na vrcholu Ejer Bavnehøj postavena třináctimetrová věž v upomínku na připojení Jutska k Dánskému království po první světové válce. Nese jméno krále Christiana X. Věž má podobu zvláštního cihlového monumentu bez oken, s obrovskými vstupními oblouky.